# Karabin maszynowy Valmet M78
Valmet M78 – fiński ręczny karabin maszynowy, odpowiednik radzieckiego RPK.
Valmet M78 był wersją karabinu szturmowego Valmet M76 wyposażoną w dłuższą, ciężką lufę, dwójnóg, oraz kolbę wzorowaną na stosowanej w RPK. Celownik krzywiznowy zamocowany analogicznie jak w radzieckich wersjach AK na podstawie osadzonej w tylnej części lufy.
Na cywilny rynek amerykański produkowana była samopowtarzalna wersja tego rkm-u oznaczona jako Valmet M78S.

## Opis
Valmet M78 był bronią samoczynno-samopowtarzalną. Automatyka broni działa na zasadzie odprowadzania gazów prochowych z długim skokiem tłoka gazowego. Zamek ryglowany przez obrót (2 rygle). Rękojeść przeładowania po prawej stronie broni, związana z suwadłem. Mechanizm spustowy z przełącznikiem rodzaju ognia. Skrzydełko bezpiecznika/przełącznika rodzaju ognia po prawej stronie komory zamkowej w pozycji zabezpieczonej zasłania wycięcie w którym porusza się rękojeść przeładowania. Magazynki 15-, 30-nabojowe łukowe i 75-nabojowe, bębnowe, wymienne z 30-nabojowymi magazynkami AK-47. Kolba stała. Przyrządy celownicze mechaniczne, składają się z muszki i celownika krzywiznowego. Valmet M78 wyposażony był w dwójnóg.